# Paraiulus lateralis
Paraiulus lateralis är en mångfotingart som beskrevs av Loomis 1971. Paraiulus lateralis ingår i släktet Paraiulus och familjen Parajulidae. Inga underarter finns listade i Catalogue of Life.